# سنتربریج پارتنرز
سنتربریج پارتنرز (انگلیسی: Centerbridge Partners) شرکت سرمایه‌گذاری آمریکایی است، که در سال ۲۰۰۵ تأسیس شد.